# NGC 5260
NGC 5260 este o  situată în constelația . A fost descoperită în  de către .